# Xyloglukan
Xyloglukan är den vanligaste hemicellulosan i primärväggen hos högre växter, men den finns också som upplagsnäring i vissa frön. Den har ovanliga egenskaper i det att den trots att den är lättlöslig i vatten binder starkt till cellulosa. Detta har att göra med att den har två konformationer: helix, som är lättlöslig och slät, och som absorberar till cellulosa.
Strukturen är mycket lik cellulosa; huvudkedjan består av glukos sammanbundet med bete, 1,4 glukosidbindningar (alltså identiskt med cellulosa), men den har också sidokedjor bestående av xylos och fukos.
Xyloglukan utvinns i stora mängder ur frön från tammarindfrukten, och har teknisk användning som konsistensgivare och i textilindustrin.